# Ulf Håkan Jansson
Ej att förväxla med moderatpolitikern Ulf Håkan Jansson (född 1950)
Ej att förväxla med friidrottaren Håkan Jansson
Ulf Håkan Jansson, född 8 februari 1937 i Örebro Olaus Petri församling, Örebro län, död 10 oktober 2009 i Botkyrka församling i Stockholms län, var en svensk skådespelare, illustratör och speaker.
Jansson gjorde ofta sina filmroller till häst, däribland Rid i natt och Bröderna Lejonhjärta. Under ett 40-tal år arbetade han vid Skansens Kasperteater samt med häst- och hunddressyr för djurparken. Han var en tusenkonstnär, som också arbetade med måleri  och illustrerade ett flertal böcker. 1970 gav han ut en egen bok om kasperteater. Han var även speaker och uppläsare.
Jansson var gift två gånger, första gången 1958–1962 med Bärbel Krämer (född 1938)  och andra gången 1981 med Eva Sandstedt (född 1949). Ulf Håkan Jansson är gravsatt i minneslunden på Tullinge parkkyrkogård.